# Колчаны
Колчаны — опустевшая деревня в Юрьянском районе Кировской области в составе Подгорцевского сельского поселения.

## География
Находится на расстоянии примерно 13 километров по прямой на север-северо-запад от поселка Мурыгино.

## История
Известна была с 1873 года, в 1905 учтено дворов 14 и жителей 110, в 1926 19 и 91, в 1950 12 и 45. В 1989 году постоянных жителей уже не было учтено .

## Население
Постоянное население  не было учтено как в 2002 году, так и в 2010.